# ジョン・スペンサー (ミュージシャン)
ジョン・スペンサー（Jon Spencer、1965年2月5日 - ）は、アメリカの歌手、作曲家、ギタリスト。彼は、プッシー・ガロア、ボス・ホッグ、ヘヴィ・トラッシュ、ジョン・スペンサー・ブルース・エクスプロージョン、ジョン・スペンサー・アンド・ザ・ヒット・メイカーズなど、複数にわたる音楽活動に携わってきた。

## 略歴
ジョン・スペンサーは、1965年2月5日にニューハンプシャー州ハノーバーで、大学教授で心臓病専門医の子として生まれた。ロードアイランド州プロビデンスのブラウン大学に通い、後にコップ・シュート・コップのボーカリストとなるトッド・アシュリーを含むノイズロック・バンドであるシットハウス (Shithaus)の一員を務めた。バンドは短命で、アインシュテュルツェンデ・ノイバウテンのインダストリアル音楽を彷彿とさせる音楽スタイルを持っていた。彼はワシントンD.C.へと移り、プッシー・ガロアを結成した。
プッシー・ガロアはカルト的に人気があり1988年には来日公演も果たすが、メンバーのドラッグ問題などで解散。
その後ニューヨークへ移り住みジュダ・バウワー、ラッセル・シミンズと出会い1991年にジョン・スペンサー・ブルース・エクスプロージョンを結成し、4作目のOrangeがヒットしブレイクをした。
ジョンスペンサー・ブルース・エクスプロージョンはメンバーの体調不良のため2016年に活動休止した。
長年の活動停止を経て2022年にはジョン・スペンサーは『バンドは終わった』と発言、これからはJon Spencer & The HITmakers（ジョン・スペンサー・アンド・ザ・ヒット・メイカーズ）で活動するとインタビューに答えている。。
彼はまた、ブルース・アーティストのR.L.バーンサイドに注目させるよう人気を集めたことでも知られている。
妻はボスホッグのクリスティーナ・マルティネス、一児の父である。